# Supremacia judaica
Supremacia judaica (em inglês:  Jewish supremacy) ou supremacismo judaico (em inglês:  Jewish supremacism) é um discurso referente ao conflito israelense-palestino que afirma que as visões etnonacionalistas, políticas e políticas de identidade de alguns atores, particularmente dentro de Israel, chegam ao nível de uma forma de supremacismo. O termo "supremacia judaica" tem sido usado por vários críticos das políticas israelenses, com alguns argumentando que ele reflete um padrão mais amplo de discriminação em Israel contra não judeus.
Segundo Raz Segal, é um tipo de supremacia branca.

## Discurso
Ilan Pappé, um historiador israelense expatriado, escreve que a Primeira Aliá para Israel "estabeleceu uma sociedade baseada na supremacia judaica" dentro de "cooperativas de assentamento" que eram de propriedade e operadas por judeus. Joseph Massad, um professor de estudos árabes, sustenta que a "supremacia judaica" sempre foi um "princípio dominante" no sionismo religioso e secular. O sionismo foi estabelecido com o objetivo de criar um estado judeu soberano, onde os judeus pudessem ser a maioria, em vez da minoria. Theodor Herzl, o pai ideológico do sionismo, considerava o antissemitismo como uma característica eterna de todas as sociedades nas quais os judeus viviam como minorias e, como resultado, ele acreditava que apenas uma separação poderia permitir que os judeus escapassem da perseguição eterna. "Deixe-os nos dar soberania sobre um pedaço da superfície da Terra, apenas o suficiente para as necessidades do nosso povo, então faremos o resto!"
Desde a década de 1990, rabinos judeus ortodoxos de Israel, principalmente aqueles filiados ao Chabad-Lubavitch e organizações religiosas sionistas, incluindo o Instituto do Templo, criaram um movimento noaíta moderno. Essas organizações noaítas, lideradas por rabinos religiosos sionistas e ortodoxos, têm como alvo os não judeus, a fim de convencê-los a se comprometerem a seguir as leis noaítas. No entanto, esses rabinos religiosos sionistas e ortodoxos que orientam o moderno movimento noaíta, que muitas vezes são afiliados ao movimento do Terceiro Templo,  expõem uma ideologia racista e supremacista que consiste na crença de que o povo judeu é o povo escolhido de Deus e racialmente superior aos não judeus, e orientam os noaítas porque acreditam que a era messiânica começará com a reconstrução do Terceiro Templo no Monte do Templo em Jerusalém para restabelecer o sacerdócio judaico junto com a prática de sacrifícios rituais e o estabelecimento de uma teocracia judaica em Israel, apoiada por comunidades de noaítas. David Novak, professor de teologia e ética judaica na Universidade de Toronto, denunciou o moderno movimento noaíta afirmando que "Se os judeus estão dizendo aos gentios o que fazer, é uma forma de imperialismo".
Em 2002, Joseph Massad disse que Israel impõe um "sistema de discriminação supremacista judaico" aos cidadãos palestinos de Israel, e que isso foi normalizado dentro do discurso sobre como acabar com o conflito, com várias partes argumentando que "é pragmático para os palestinos aceitarem viver em um estado de supremacia judaica como cidadãos de terceira classe".
Após as eleições legislativas israelitas de 2022, a coligação de direita vencedora incluiu uma aliança conhecida como Partido Sionista Religioso, que foi descrito pelo colunista judeu-americano David E. Rosenberg como um partido político "impulsionado pela supremacia judaica e pelo racismo anti-árabe".

## Exemplos
Várias políticas e práticas discriminatórias foram citadas de várias maneiras como supremacia judaica em Israel,  incluindo especificamente a Lei da Cidadania de 1952 e a lei do estado-nação. O partido Kach, os colonos israelenses e o governo israelense liderado por Netanyahu são citados como favoráveis à supremacia judaica.